# يوان تسي لي
يوان تسي لي (بالإنجليزية: Yuan T. Lee)‏ (بالصينية: 李遠哲 ؛ بينيين: Lǐ Yuǎnzhé) هو كيميائي تايواني أمريكي ولد في 19 نوفمبر 1936 في سين شو شمال تايوان. درس في مدينته ومن ثم في جامعة تايوان الوطنية التي حصل منها على إجازة في العلوم سنة 1959. حصل في سنة 1961 على ماجستير من جامعة تسنخوا الوطنية ومن ثم على الدكتوراة من جامعة كاليفورنيا في بيركلي سنة 1965. في سنة 1974 عاد إلى جامعة كاليفورنيا في بيركلي ليعمل فيها كأستاذ كيمياء كما حصل في نفس السنة على الجنسية الأمريكية. انضم سنة 1979 إلى الأكاديمية الوطنية للعلوم. عمل كرئيس لأكاديمية صينية في تايوان حتى نهاية عام 2005.
حصل على جائزة نوبل في الكيمياء لسنة 1986 بالمشاركة مع الهنغاري-الكندي جون بولاني والأمريكي دادلي هيرشباك.
لعب دورا مهما في الانتخابات الرئاسية التايوانية لسنة 2000 حيث أعلن دعمه للمرشح تشن شوي بيان قبل أسبوع من قبل الانتخابات وفاز هذا الأخير بالانتخابات، إلا أنه عارض تشين وسياسة الحزب التقدمي الديموقراطي في دورهم الرئاسي الثاني نتيجة زيادتهم التوتر السياسي مع الصين ورغبتهم باستقلال تايوان.